# Hamar Kálmán (történész)
Hamar Kálmán (1928. október 12.? – 1989. június 11.?) szlovákiai magyar történész.

## Élete
Előbb Magyarországon tanult, majd 1950-ben sok társával együtt hazatért.
A pozsonyi Szlovákiai Pedagógiai könyvkiadó (tankönyvkiadó) magyar szerkesztőségének vezetője.
A pozsonyi pedagógiai főiskolán, illetve 1960-1963 között a nyitrai magyar pedagógusképzésben magyar nyelven oktatott. A pozsonyi Közgazdasági Főiskola Marx-Lenin Intézetének tanára.
A Csemadok pozsonyi városi bizottságának előbb tagja, majd elnöke. 1970-től a Csehszlovákiai Magyar Történelmi Társulat első elnöke.
Elsősorban a korban fontosnak vélt munkásmozgalmi témákkal foglalkozott, de kutatásaiban levéltári forrásokra is támaszkodott. Ennek esetleges elmulasztásáért is érte kritika. Többek között a Hétben, az Irodalmi Szemlében, a Szocialista Nevelésben és az Új Szóban jelentek meg cikkei.
A lamacsi urnatemetőben nyugszik.

## Művei
- 1959 A csehszlovákiai magyar tankönyvkiadás feladatai. Új Szó 1959. november 3., 5.
- 1959 František Palacký, a tudományos cseh történetírás megteremtője. Szocialista Nevelés 4/3, 62-63.
- 1959 Megemlékezés a Tanácsköztársaság kikiáltásának 40. évfordulójáról. Szocialista Nevelés 4/4, 93-94.
- 1969 A Szlovák Nemzeti Felkelés történelmi jelentősége. A Hét 14/34, 9 (1969. augusztus 24.)
- 1970 A Nyitra-vidéki sajtó 1919-ben. Irodalmi Szemle 1970/13, 622-626.
- 1971 A marxista baloldal fejlődése és harcai Nyitrán. Irodalmi Szemle 1971/4, 289—292.
- 1971 A Barsmegyei Népszava és a Garam-vidéki lapok 1919-ben, valamint a lévai direktórium tevékenysége. Irodalmi Szemle 1971/10, 915-922.
- 1971 A Párizsi Kommün 100. évfordulójára. A Hét 16/11, 16-17.
- 1972 Adalék az 1919. május 1-i komáromi felkelés történetéhez. Irodalmi Szemle 15/5, 404-408.
- 1973 A Szlovák Tanácsköztársaság nemzetközi jellege. Irodalmi Szemle 1973/7.
- 1974 Dózsa alakja a szlovák irodalomban. Irodalmi Szemle 1974/4, 334-339.
- 1975 Lukács György: Történelem és osztálytudat. A Hét 1975/20, 21.
- 1975 Haladó hagyományaink szellemében. A Hét 1975/16, 11.
- 1976 A Nyitrai Nemzeti Tanács tevékenysége 1918-1919-ben. Irodalmi Szemle XIX/4, 331-342.
- 1978 Szabad népek szabad hazája. A Hét 1978/18, 16-17.
- 1980 A kommunisták együttműködése Nyitra vidékén. Irodalmi Szemle 1980/9, 824-826.
- 1983 Hozzászólás. Irodalmi Szemle 1983/1, 89-90.